# Франсуа Шово
Франсуа Шово(фр. François Chauveau; 10 травня 1613 — 3 лютого 1676) — французький гравер та живописець.

## Біографія
Франсуа Шово народився 10 травня 1613 р. Він був другим сином у родині Любена Шово та Маргарити де Флер. Навчався в майстерні Лорана де Ла Іра і спеціалізувався на офорті. 8 лютого 1652 року одружився з Маргаріт Роже. У 1662 році Людовик XIV надав йому титул гравера. 14 квітня 1663 був призначений радником Королівської академії живопису і скульптури. Помер у рідному місті у 1676 році.
У нього було кілька учнів, як-от: Ніколя Герар, Жан-Батіст Бробес та Едвард Девіс.
| Персоналії | Це незавершена стаття про особу. Ви можете допомогти проєкту, виправивши або дописавши її. |